# Sorex dispar
Sorex dispar (мідиця довгохвоста) — вид роду мідиць (Sorex) родини мідицевих (Soricidae).

## Поширення
Країни поширення: Канада, США. Зустрічається в гірських, лісових районах (листяних або вічнозелених) на кам'янистих схилах у гірських районах уздовж атлантичного узбережжя.

## Опис
Тварина сірого кольору (низ світліший) з загостреною мордою і довгим хвостом.

## Звички
Споживає комах і павуків. Хижаки: яструби, сови, змії.

## Життєвий цикл
Буває 1—2 приплоди з травня по серпень по 2—5 дитинчат. Статева зрілість досягається менш ніж за рік. Як і інші представники роду, цей вид, ймовірно, не доживає до 18-місячного віку.

## Загрози та охорона
Загалом немає серйозних загроз для цього виду. Багато популяцій знаходяться в національних лісах, парках, або інших громадських землях, і багато у віддалених місцях.